# Femmes dans le bouddhisme
La place des femmes dans le bouddhisme peut s'appréhender de différentes manières, étant un thème qui concerne aussi bien la théologie, l'histoire, l'anthropologie que le féminisme. Le sujet recouvre à la fois la condition et la représentation féminines dans les doctrines religieuses et dans les divinités, la condition des femmes dans les sociétés bouddhistes, et les principales personnalités féminines rattachées au bouddhisme. 
Les traditions bouddhistes sont le plus souvent transmises à l'oral, il n'existe donc peu de réelles sources écrites. De plus, les formes de bouddhisme sont nombreuses, apportant des multitudes de points de vue quant au statut des femmes dans le bouddhisme : une chose et son contraire ont pu être énoncées dans des temps et des régions différents, sans que les pratiquants y voient une incohérence. On observe par ailleurs une évolution de la condition des femmes, bien souvent selon les différentes étapes de la vie traditionnelle : être une fille, être une femme, être une mère.

## Les différentes étapes de la vie féminine: l'absence de sacrements religieux
La vie des femmes dans l'ère culturelle bouddhiste traditionnelle est généralement divisée en trois temps : celui de l'enfance, celui de l'épouse, et celui de la mère de famille. Au seuil de chacun de ces trois étapes se trouvent respectivement la naissance, le mariage et la maternité. Pour autant, le bouddhisme ne semble pas avoir appliqué ni renforcé ces temps pour lui-même : il semble au contraire avoir tenu pour acquis des rites sociétaux déjà existants. De fait, il n'y a pas à proprement parler de différence entre les âges que traverse la femme et ceux que traverse l'homme.

### Le mariage
Le mariage, important sacrement dans certaines religions, ne l’est pas forcément pour le bouddhisme. En effet dans la religion bouddhiste le mariage n’est ni considéré comme un sacrement religieux ni comme un contrat légal : le mariage est vu comme une relation humaine entre un homme et une femme. Ainsi, aucune cérémonie particulière n’est prévue. Les époux sont donc libres d’organiser la cérémonie qu’ils veulent, d’aller demander une bénédiction au temple ou non, et ne sont soumis à aucune règle particulière. 
La cérémonie que peuvent organiser les deux époux sert donc seulement à annoncer officiellement qu’ils vivent ensemble. Il est donc possible pour un bouddhiste de se marier avec quelqu’un d’une autre religion. Étant donné que le mariage n’est pas reconnu par la religion, les mariés ne sont soumis à aucune règle particulière. Il est donc possible de divorcer sans aucun problème et, après le mariage, la femme garde souvent son nom. La polygamie existe également dans les mariages bouddhistes.

### La maternité
Tout comme le mariage, la maternité n’est pas réellement considérée comme un événement religieux. En effet la maternité est plutôt considérée comme une loi naturelle. Il faut néanmoins noter l'importance dans le bouddhisme actuel de la figure maternelle, aimante et bienveillante envers ses enfants, qui offre généralement le premier amour reçu par tout un chacun.

## Points de vue d'autorités bouddhistes masculines sur les femmes

### La vision du dalaï-lama

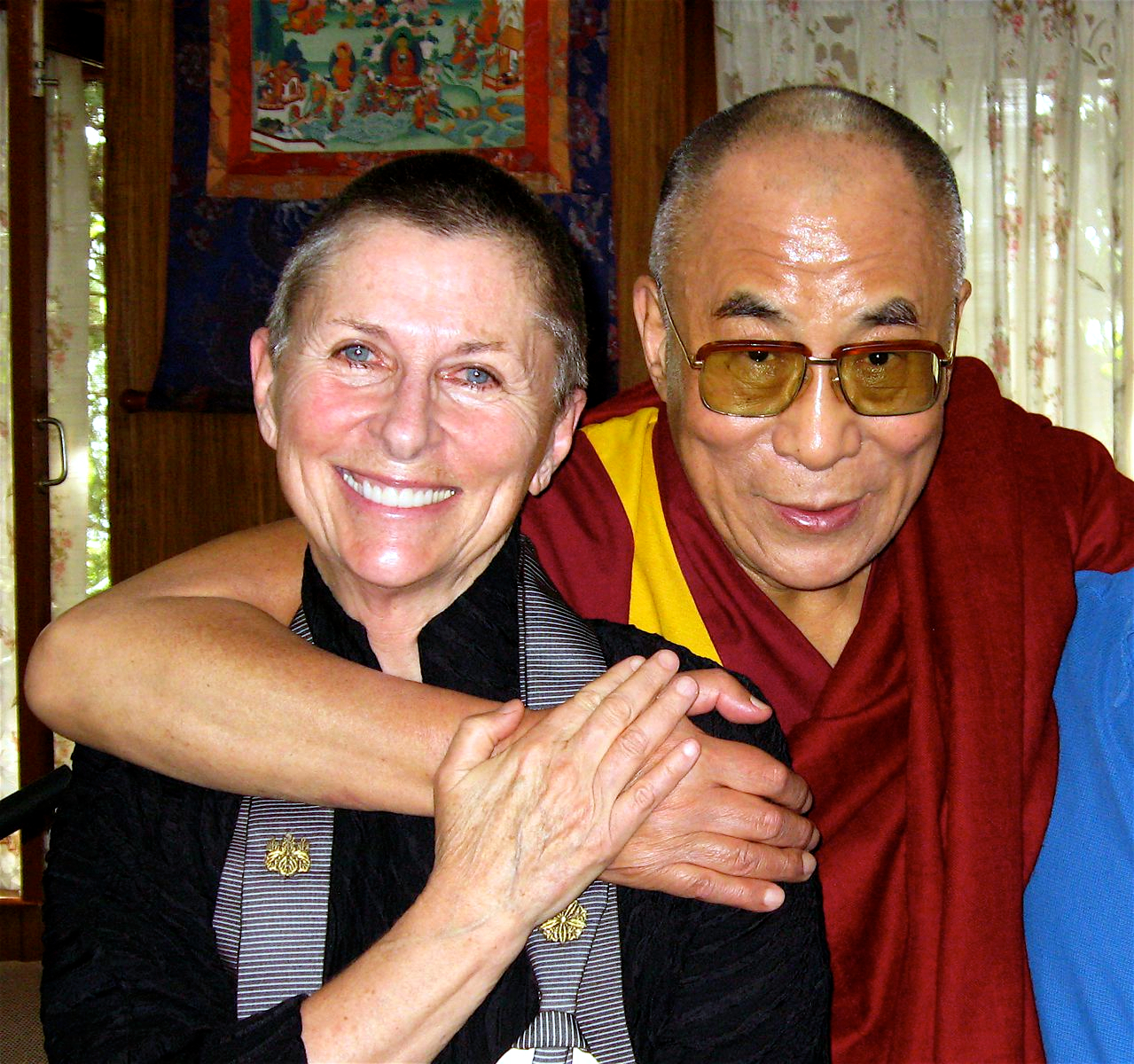
Joan Halifax avec le 14e dalaï-lama à la XIVe conférence du Mind and Life Institute de 2007, Dharamsala.

Le quatorzième dalaï-lama, Tenzin Gyatso, émet des commentaires réguliers sur sa vision de la condition féminine, jugés tantôt positivement, tantôt négativement par l'opinion publique.
D'une part, il se déclare féministe, et appelle de ses vœux l'égalité entre les femmes et les hommes, car il considère nos sociétés actuelles encore patriarcales. Il insiste également sur la prépondérance de la figure maternelle aimante et bienveillante dans la construction de chacun. Il a, de plus, laissé la porte ouverte à sa possible réincarnation en femme, et explique : « Les femmes, biologiquement, ont plus d’aptitudes à montrer de l’affection et de la compassion. Les femmes devraient avoir plus d’importance dans le monde. »
De l'autre, il détaille également à la suite, concernant sa réincarnation : « Si c’est une femme, il faudrait qu’elle ait un visage très très séduisant. Il faudrait qu’elle soit séduisante, sinon elle serait inutile. » Il s'est par la suite excusé pour ce commentaire, jugé misogyne par une partie de la presse internationale. 
Dans l'un de ses ouvrages, La précieuse guirlande des avis du roi, Nāgārjuna affirme qu'il n'y a « rien de pur dans le corps d'une femme », phrase à remettre dans un contexte traitant de l'attirance aveugle des hommes pour les femmes,.

## Personnalités féminines liées au bouddhisme

### Panthéon bouddhiste
- Guanyin, bodhisattva féminin de la compassion dans l'Asie de l'Est

### Les premiers temps du bouddhisme
- Maya, mère du Bouddha historique
- Mahaprajapati Gautami, tante du Bouddha et première nonne bouddhiste

### L'ère du bouddhisme traditionnel
- Bhrikuti, princesse qui joue un rôle important dans la diffusion du bouddhisme au Tibet
- Prajñātāra, l'avant-dernier patriarche indien du zen, qui aurait été une nonne selon une partie de la tradition

### Époque contemporaine
- Bhikkhuni Dhammananda, première femme thaïlandaise de l'ère moderne à recevoir une ordination totale en tant que bhikkhuni theravāda

- Alexandra David-Néel, écrivaine et tibétologue, et première femme à entrer dans Lhassa

- Gabriela Frey, fondatrice de l'association Sakyadhita France ; également figure importante lors du premier congrès international concernant le rôle des femmes dans le bouddhisme[11]
- Shundô Aoyama, nonne bouddhiste zen, qui a consacré sa vie à l’égalité entre les moines et les nonnes du zen sôtô au Japon.